# Licranço
O Anguis fragilis, comummente conhecido como licranço, é um réptil da ordem dos sáurios, de membros ausentes (ápode). Pertence à família dos anguídeos. É nativo de África, da Europa e da Ásia.

## Nomes comuns
Além do nome comum «licranço» (e das respectivas grafias alternativas alicranço, licanço, alicanço, liscranço, nicanço, liscanço, aliscanço, leicranço) dá ainda pelos seguintes nomes comuns: fura-mato (não confundir com a espécie Rallus aquaticus, que consigo partilha este nome comum), ânguis, anguinha, orveto e cobra-de-vidro (não confundir com a espécie Blanus cinereus, que consigo partilha este nome comum).

## Etimologia
O nome comum «licranço», e as suas variantes ortográficas, provêm do étimo árabe al-'qrab, que significa «lacrau».

## Descrição
Apesar do nome vulgar "cobra-de-vidro", estes animais são, de facto, lagartos. Entre as características que os diferenciam das cobras estão:
- a pálpebra – os lagartos possuem pálpebras móveis e as cobras não;
- a sua língua é dividida em vez de bifurcada, como acontece nas cobras;
- a troca de pele desses lagartos ocorre em farrapos, em vez da pele inteira, como acontece nas cobras.[17]

A pele tem um toque suave e é composta por escamas não sobrepostas. Tal como outros lagartos, o licranço autotomiza-se, o que significa que podem perder a cauda, de forma a fugir a predadores. A cauda volta, depois, a crescer, mas raramente atinge o tamanho inicial. As fêmeas têm frequentemente uma risca no dorso, enquanto que o macho pode ter manchas azuladas.
São animais diurnos, gostando de se aquecer ao sol. São carnívoros e, como se alimentam de lagartas, larvas e lesmas, encontram-se frequentemente junto a campos com erva.
As fêmeas dão à luz crias plenamente desenvolvidas. São, portanto, animais ovovivíparos. As fêmeas podem ser encontradas, nos dias antes do parto, em locais soalheiros e quentes, tomando banhos de sol.
São comuns em jardins e especialmente benéficos, já que ajudam a controlar pragas prejudiciais de insectos e lesmas.
Os animais adultos conseguem atingir até 50 cm de comprimento e são conhecidos pela sua excepcional longevidade; acredita-se que sejam o tipo de lagarto com maior tempo de vida.
Existe o mito popular que a mordida dum licranço pode matar e as pessoas mal avistam um apressam-se a matá-lo, este animal até teve direito ao provérbio «picada de licranço dá sete dias sem descanso». Apesar disso, o licranço não possui veneno ou peçonha.

## Subespécies
- Anguis fragilis Linnaeus, 1758

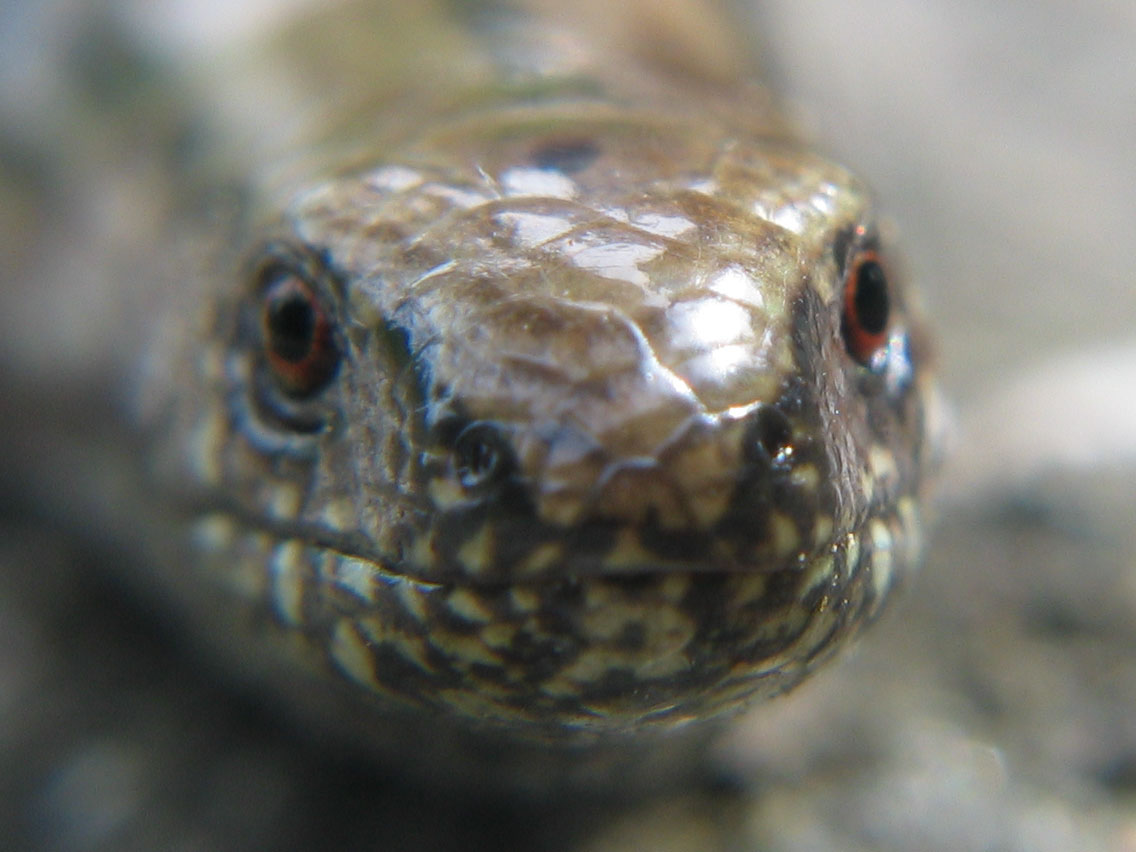
Grande plano da cabeça de um licranço

  - Anguis fragilis fragilis Linnaeus, 1758 - nativa da Europa.
  - Anguis fragilis colchicus (Nordmann, 1840) - encontra-se no sudeste da Europa, no Cáucaso e no Irão.